# Vulkanisatie

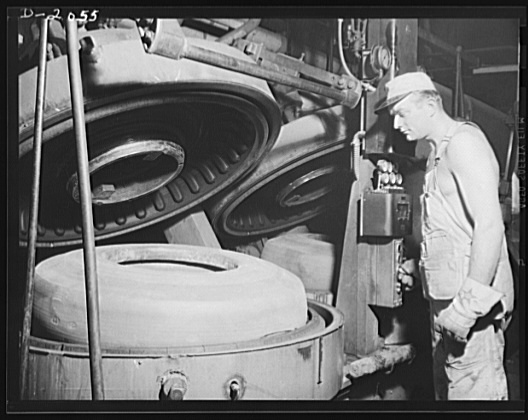
Amerikaanse vulkanisatiepers voor voertuigbanden in 1941

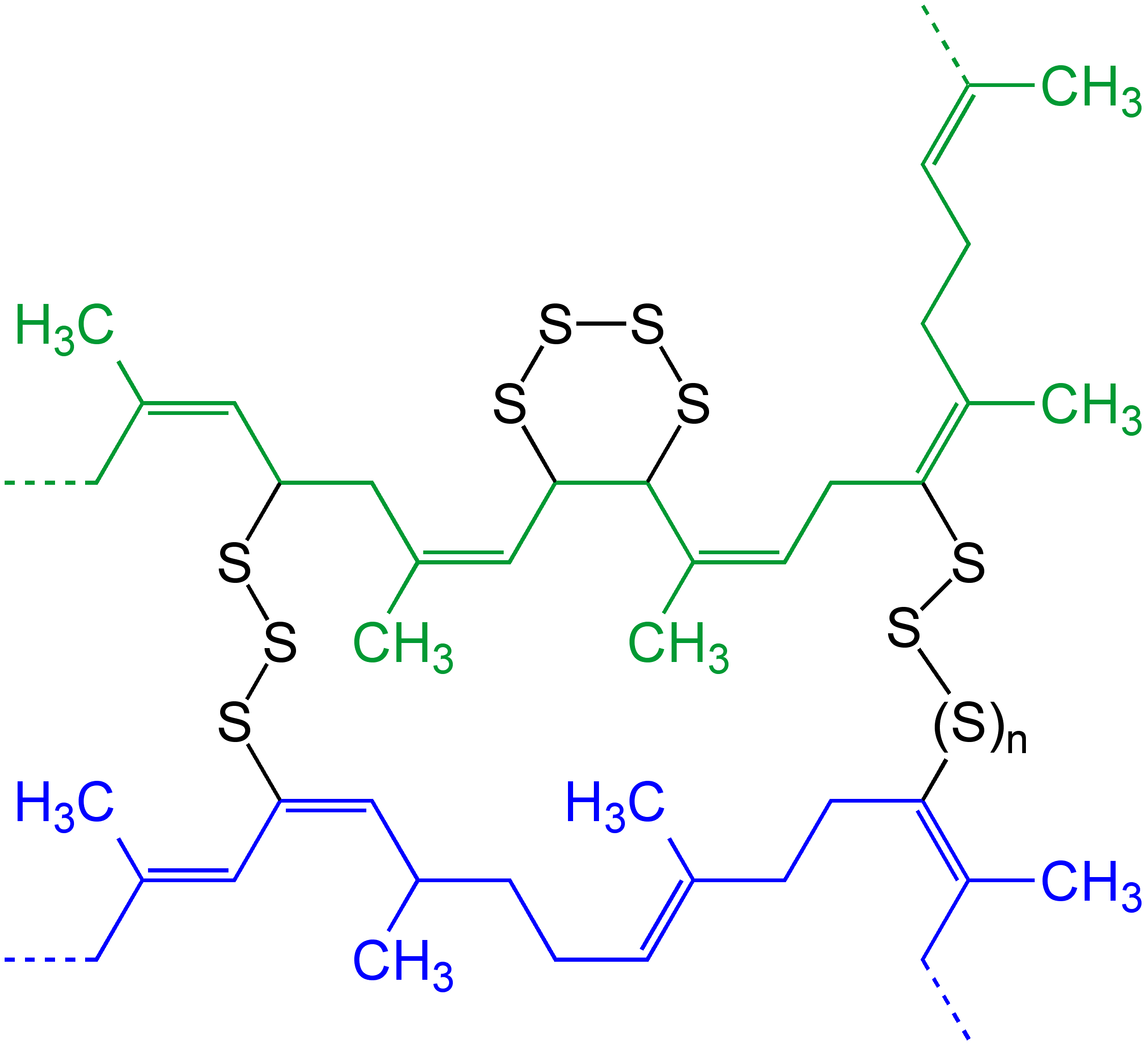
Het resultaat van de vulkanisatie van polyisopreen

Vulkanisatie is het proces waarbij men dwarsverbindingen tussen verschillende monomeerketens bijmaakt. Dit wordt het meest toegepast op latex, in feite een polyisopreenketen.
Door het toevoegen van zuurstof en zwavel kan men bruggen (zwavelbruggen) slaan tussen twee ketens, dit doordat deze elementen twee elektronen tekortkomen in de valentieschil en iedere latexmonomeer nog een dubbele binding vrij heeft. In plaats van zwavel wordt ook wel seleen gebruikt, dat zich ook in de zuurstofgroep bevindt.
Het ontstaan van deze dwarsverbindingen maakt het oorspronkelijk vloeibare latex stijver en brosser. Door met verschillende concentraties zwavel te werken, ontstaan verschillende soorten rubber: van zeer elastische met weinig zwavel, tot autobanden met 3 à 5% zwavel, en ten slotte hardrubber voor knuppels en dergelijke met zo'n 40% zwavel.
Bij de vulkanisatie van neopreen- of polychloropreenrubber maakt men daarentegen gebruik van metaaloxides (meestal MgO en ZnO). Om het vulkanisatieproces te sturen wordt hier ethyleenthioureum (ETU) als vulkanisatieversneller toegepast. Deze substantie werd geclassificeerd als reprotoxisch. De Europese rubberindustrie heeft daarom het SafeRubber-onderzoeksproject opgezet om een alternatief te ontwikkelen.
Ook op natuurlijke wijze treedt vulkanisatie op. Door het contact van het rubber met zuurstof uit de lucht worden alsmaar meer dwarsverbindingen gevormd, waardoor rubberproducten stijver en brosser worden. Dit proces is verantwoordelijk voor het verouderingsproces van banden en het wordt nog versneld door de inwerking van uv-straling.
Bij autobanden, maar ook in veel andere rubberproducten, wordt carbon black gebruikt (structuurroet, met zeer specifieke eigenschappen, waarvan vele soorten bestaan), dat zorgt voor de zwarte kleur en helpt veroudering tegen te gaan omdat het uv-straling absorbeert. Het carbon black verbindt zich chemisch met het rubber bij vulkanisatie.

## Geschiedenis
Charles Goodyear (1800-1860) was de eerste die zwavel gebruikte om de rubberkwaliteit te beïnvloeden. Hij heeft altijd beweerd dat het per toeval was, maar hij had er reeds veel onderzoek naar gedaan. Goodyear vroeg het patent aan op 5 juli 1843 en wachtte tot 1853 om over zijn ontdekking te spreken in zijn boek, Gum-Elastica. Het woord vulkaniseren is bedacht door William Brockedon, een co-partner van Thomas Hancock, die een relatie legde met een vulkaan waaruit hete zwaveldampen opstijgen.
De Goodyear Tire and Rubber Company (opgericht 1898) nam, als een hommage aan de persoon Goodyear, zijn naam over, maar heeft verder geen band met de familie Goodyear.